# Stevia mexicana
Stevia mexicana là một loài thực vật có hoa trong họ Cúc. Loài này được Soejima, Yahara & K.Watan. mô tả khoa học đầu tiên năm 2001.